# Leyla Chikhlinskaya
 (mai 2022).
Leyla Chikhlinskaya (en azéri : Leyla Farrux qızı Şıxlinskaya ; née le 12 juin 1947 à Moscou) est une actrice azerbaïdjanaise et soviétique, chorégraphe-enseignante, docteur en arts, artiste du peuple d'Azerbaïdjan (1998), membre de l'Union des cinéastes de l'URSS.

## Biographie
Leyla Chikhlinskaya est diplômée de l'école de ballet, puis de la faculté d'études théâtrales de GITIS. Elle est l’auteure de plus de 100 articles scientifiques. Elle interprète les rôles dans des films tels que Archin Mal Alan (1965, Gulchohra), Le jour est passé (1971, Esmer), Dede Gorgud (1975, Banu Chichek) et d'autres.

## Début
Son premier rôle au cinéma est le rôle de Gulchohra dans le film Arshin Mal Alan, basé sur l'opérette éponyme d'Uzeyir Hadjibeyov. Pendant cette période, elle étudié à l'école et fait du ballet (selon le scénario, Gultchohra devrait également savoir danser) . Cependant, son partenaire d'audition, Rachid Behboudov (qui a joué le personnage principal dans le film de 1945) n’est pas satisfait de l'actrice en raison de sa taille relativement grande.
Le rôle d'Esmer, le personnage principal du film Le jour est passé, initialement attribué à l'actrice Chafiga Mammadova, qui n'a pas réussi l'audition pour le rôle de la jeune écolière est joué par Leyla Chikhlinskaya.

## Activité pédagogique
Elle enseigne trois disciplines à la fois à l'école de théâtre du Bolchoï. Dans la période de 1990 à 1992, elle est la chorégraphe de la troupe de Ballet Diaghilev. Depuis 1992, elle est directrice artistique du centre de création de ballet expérimental Cheyla organisé par elle à Moscou.
En 1987, elle obtient un doctorat en histoire de l'art. En 1993, elle reçoit le titre d'artiste émérite d'Azerbaïdjan. 
Leyla Chikhlinskaya est fondatrice de la première clinique privée multidisciplinaire à Bakou.